# الشرقيون (قبيلة)
الشرقيون (مفرد الشرقي) هي قبيلة من الإمارات العربية المتحدة.

## تاريخ
لطالما كان الشرقيون هم القبيلة المهيمنة على طول الساحل الشرقي للإمارات المتصالحة (وثاني أكثر القبائل عددًا في المنطقة في بداية القرن التاسع عشر)، وهي المنطقة المعروفة باسم الشميلية. أظهر إحصاء عام 1968 أن 90 ٪ من سكان القبائل في الفجيرة كانوا من الشرقيين. كانوا تقليديًا تابعين لإمارة الشارقة، وعلى مر القرون، قاموا بعدة محاولات للانفصال وإعلان الاستقلال، وأخيرًا أداروا هذا عمليًا ابتدءً من عام 1901 واكتسبوا أخيرًا الاعتراف البريطاني كدولة متصالحة، الفجيرة، في عام 1952.
لقد استقروا على طول الساحل الشرقي للإمارات المتصالحة، من كلباء إلى دبا، وكذلك في سهل وادي حم وجيري، وبحلول نهاية القرن العشرين كانوا حوالي 7000 فرد. هناك ثلاثة أقسام من القبيلة جديرة بالملاحظة، الحفيتات (التي تنحدر منها الأسرة الحاكمة في الفجيرة)، واليماحي والحموديون. بعد بني ياس، كان الشرقيون ثاني أكثر القبائل عددًا في الإمارات المتصالحة.

## استقلال

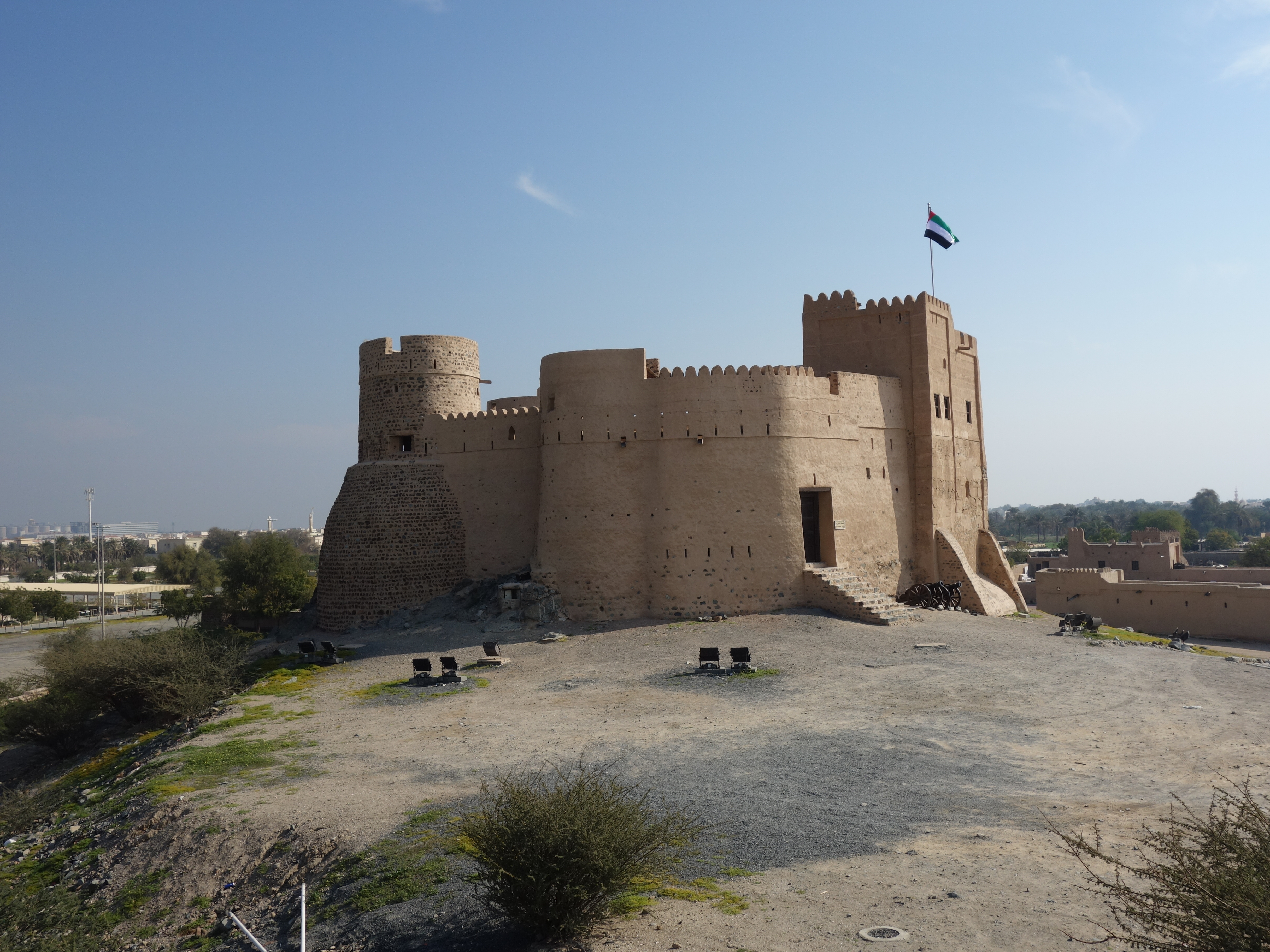
قلعة الفجيرة اليوم

في عام 1879، قاد رئيس الحفيات، الشيخ حمد بن عبد الله الشرقي، تمردًا ضد الشيخ صقر بن خالد القاسمي من الشارقة، الذي ادعى السيادة على الشميلية ووضع عبدًا اسمه سرور مسؤولاً عن الفجيرة. حل التمرد محل سرور وأُرسل وفد إلى الشيخ صقر ولكننهم استقبلوا بشكل سيئ وسجنهم وأعدت قوة ضد المتمردين، واستولت على قلعة الفجيرة وأجبرت حمد بن عبد الله على المنفى. في نهاية ذلك العام أو ربما أوائل عام 1880، عاد حمد من منفاه وقاد محاولة جديدة لإعلان استقلال الفجيرة، وهذه المرة هزم قلعة الفجيرة، حيث قُتل ثمانية رجال من بين المدافعين.
وُضعت تسوية الصلح أمام حاكم رأس الخيمة للتحكيم، وفي عام 1881، وقع حمد بن عبد الله وثيقة تؤكد أنه تابع لإمارة الشارقة. ومع ذلك، فقد وسع نفوذه على المنطقة، حيث أخذ حصن البثنة في خطوة كانت لدعم إعلان استقلاله النهائي عن الشارقة في عام 1901، وهي الخطوة التي حظيت بالاعتراف بهذه المكانة من قبل جميع المعنيين، باستثناء وحيد من بريطانيا. لم يعترف البريطانيون رسمياً بوضع الفجيرة كدولة متصالحة حتى عام 1952.
يعيش الشرقيون حياة قاسية نسبيًا، وهم يعتمدون بشكل رئيسي على الزراعة وصيد اللؤلؤ وصيد الأسماك، وهي حقيقة أكدتها دراسة استقصائية أجريت في أواخر الستينيات، والتي أظهرت أن غالبية الأسر في إمارة الفجيرة لا تزال تعيش في منازل براستي (سعف النخيل).

## نزاع
كان الشرقيون في كثير من الأحيان في صراع مع جيرانهم، ولا سيما الشحوح والخواطر والنقبيين، لكنهم كانوا يتشاركون مع هؤلاء ضد الشارقة كلما سنحت الفرصة.
ظهر التاريخ الطويل من النزاعات والخلافات بين الشرقيين والقبائل المجاورة مرة أخرى بعد قانون الاتحاد، عندما اندلع نزاع على الأرض مع كلباء إلى قتال مفتوح. في أوائل عام 1972، استدعيت قوة دفاع الاتحاد التي أسست حديثًا للسيطرة على القتال الذي جرى، وبحلول الوقت الذي دخل فيه دفاع الاتحاد، قُتل 22 فردًا وأصيب أكثر من عشرة بجروح خطيرة. سُوي الخلاف أخيرًا بعد وساطة بين الشيخ راشد حاكم دبي وحكام آخرين، وأُرسل بيان يعلن التسوية في 17 يوليو 1972.